# Joseph William Julian
Joseph William (Bill / Billy) Julian (Boston (Lincolnshire), 18 april 1889 - Edmonton (Londen), 10 november 1957) was een Engels voetballer en voetbalcoach.

## Voetbalcarrière
Julian speelde als middenvelder voor Boston Town en Tottenham Hotspur. Boston Town was in zijn tijd een der beste amateurclubs in Engeland. De Spurs ontdekten hem hier maar een blessure maakte in 1910 een voortijdig einde aan zijn loopbaan.

## Trainersloopbaan
In 1912 kwam hij naar Nederland waar hij training gaf bij verschillende clubs. Zijn vader, Bill Julian sr., was op dat moment trainer van HFC. Julian was de eerste trainer van HBS en UVV en verbleef behalve gedurende de Eerste Wereldoorlog en de Tweede Wereldoorlog tot eind jaren 40 als trainer in Nederland.
Na voor de oorlog HBS en UVV te hebben getraind keerde Julian na de oorlog weer terug als trainer van HBS. In het seizoen 1921/22 werkte hij bij Feijenoord waarvan hij de eerste coach was. Hij verliet Feijenoord omdat de club zijn salaris niet kon betalen. In dit seizoen werd zijn broer Harry trainer van MVV. Tot na de Tweede Wereldoorlog was het niet ongebruikelijk dat een trainer meerdere verenigingen tegelijk trainde. Het kwam zelden voor dat een trainer voltijd in dienst was bij een en dezelfde vereniging. Voor de meeste verenigingen was dat te kostbaar. Een trainer had doorgaans een contract voor een of meer avonden per week. De overige avonden was hij dan beschikbaar voor andere verenigingen. Ook Julian trainde over het algemeen meerdere verenigingen per seizoen. Ook was het niet ongebruikelijk dat een trainer voor een beperkte periode werd aangesteld, bijvoorbeeld voor promotie- degradatie- of kampioenswedstrijden of louter ter voorbereiding op het seizoen. Zo was Julian in juni 1921 actief bij Willem II om de spelers voor te bereiden op het nieuwe seizoen. Eveneens was hij in mei 1922 actief bij NAC tijdens het eerste deel van de kampioenscompetitie van dat jaar.
In 1923 werd hij kampioen met RCH. Daarna was hij werkzaam bij Sportclub Enschede, Alcmaria Victrix, HFC Helder, RKHV Geel-Wit, AGOVV, waarmee hij promoveerde, GVAV, Be Quick, RFC Roermond (meerdere malen), VV Tegelen, VVV, MVV (meerdere malen), en wederom Willem II, waarmee hij kampioen in de eerste klasse werd. Hij was in 1925/26, 1929/30 en 1938/39 aan CVV Vriendenschaar verbonden voor een avond in de week en hij was de allereerste trainer van GVAV (1927/28). In het seizoen 1928/29 was hij trainer van Be Quick 1887. Ook onder andere NAC en Wageningen maakten voor kortere of langere tijd gebruik van zijn diensten, In 1934/35 was Julian in dienst als bondstrainer van de Roomsch-Katholieke Limburgse Voetbal Bond. In deze hoedanigheid trainde hij verscheidene bondsclubs. In het seizoen 1939/40 was Julian trainer van zowel NEC, Quick Nijmegen als MVV. Daar vertrok hij vanwege het uitbreken van de Tweede Wereldoorlog en keerde terug naar Engeland. Vlak hiervoor was hij uitgebreid gehuldigd ter gelegenheid van zijn 25-jarig trainerschap in Nederland.
Na de oorlog keerde Julian terug naar Den Helder. Begin februari 1947 vertrok hij vandaar naar Roermond om nog maar weer eens RFC te gaan leiden in een poging om te promoveren naar de eerste klasse. In december 1948 vertrok hij uit Roermond om in Kerkrade te gaan wonen.Dit seizoen trainde hij nog Hercules uit Reuver, vlak boven Roermond, voor zover bekend is dit de laatste door Julian in Nederland getrainde vereniging.